# Episodi di Shin Chan (1999)
Questi sono gli episodi della serie anime Shin Chan mandati originariamente in onda nel 1999. Gli episodi speciali sono arrivati in Italia nel secondo ciclo di trasmissione, mentre quelli regolari sono inediti.
Ogni episodio è diviso in mini-episodi della durata di circa 10 minuti l'uno.

## Episodi
| Nº Ja       | Nº It           | Titolo italiano Titolo giapponese 「Kanji」 - Rōmaji | In onda           | In onda                                     |
| Nº Ja       | Nº It           | Titolo italiano Titolo giapponese 「Kanji」 - Rōmaji | Giapponese        | Italiano                                    |
| 301         | –               | 「たこ上げはむずかしいゾ」 - Tako age ha muzukashii zo 「風間くんの不幸なジンクスだゾ」 - Kazama-kun no fukō na jinkusu da zo 「父ちゃんのヒサンな一夜だゾ」 - Tōchan no hisan na ichiya da zo | 8 gennaio 1999    | —                                           |
| 302         | –               | 「オラとひまわりの兄妹愛だゾ」 - Ora to Himawari no kyōdai ai da zo 「おもしろ石を探すゾ」 - Omoshiro seki o sagasu zo 「ななこお父さんと再会だゾ」 - Nanako o tōsan to saikai da zo | 15 gennaio 1999   | —                                           |
| 303         | –               | 「デートに燃えるまつざか先生だゾ」 - Deeto ni moeru Matsuzaka sensei da zo 「紅さそり隊の女子プロレスだゾ」 - Beni sasori tai no joshi puroresu da zo 「先着サービスはのがさないゾ」 - Senchaku saabisu ha nogasa nai zo | 22 gennaio 1999   | —                                           |
| 304         | –               | 「バーゲンの朝は忙しいゾ」 - Baagen no asa ha isogashii zo 「オラと風間くんは大親友だゾ」 - Ora to Kazama-kun ha dai shinyū da zo 「乾電池でパニックだゾ」 - Kandenchi de panikku da zo | 29 gennaio 1999   | —                                           |
| 305         | –               | 「カンタムロボが壊れたゾ」 - Kantamu Robo ga koware ta zo 「寒い朝は氷で遊んじゃうゾ」 - Samui asa ha kōri de ason jau zo 「冬はやっぱり温泉がいいゾ」 - Fuyu ha yappari onsen ga ii zo | 5 febbraio 1999   | —                                           |
| 306         | –               | 「園長先生の涙の訳だゾ」 - Enchō sensei no namida no wake da zo 「紅さそり隊の着ぐるみバイトだゾ」 - Beni sasori tai no chaku gurumi baito da zo 「父ちゃんと夜まわりだゾ」 - Tōchan to yoru mawari da zo | 12 febbraio 1999  | —                                           |
| 307         | –               | 「取りたて屋の母ちゃんだゾ」 - Toritate ya no kaachan da zo 「不幸のヒロイン？ネネちゃんだゾ」 - Fukō no hiroin? Nene-chan da zo 「オラ一人だけの幼稚園だゾ」 - Ora ichi nin dake no yōchien da zo | 19 febbraio 1999  | —                                           |
| 308         | –               | 「倹約でビンボー生活だゾ」 - Kenyaku de bin bō seikatsu da zo 「ネネちゃんの恋占いは当たるゾ」 - Nene-chan no koi uranai ha ataru zo 「俳句は五七五の文学だゾ」 - Haiku ha go nana go no bungaku da zo | 5 marzo 1999      | —                                           |
| 309         | –               | 「あき缶のアクション仮面だゾ」 - Aki kan no Akushon Kamen da zo 「オラのお兄ちゃんの立場が危ないゾ」 - Ora no o niichan no tachiba ga abunai zo 「おもちゃのおうちで遊ぶゾ」 - Omocha no o uchi de asobu zo | 12 marzo 1999     | —                                           |
| 310         | –               | 「ひまわりのコレクションだゾ」 - Himawari no korekushon da zo 「マサオくんのきびしい試練だゾ」 - Masao-kun no kibishii shiren da zo 「忘れ物一家の日曜日だゾ」 - Wasuremono ikka no nichiyōbi da zo | 19 marzo 1999     | —                                           |
| 311         | –               | 「外食で楽しいランチタイムだゾ」 - Gaishoku de tanoshii ranchitaimu da zo 「将来に悩むマサオくんだゾ」 - Shōrai ni nayamu Masao-kun da zo 「父ちゃんが家出したゾ」 - Tōchan ga iede shi ta zo | 9 aprile 1999     | —                                           |
| Speciale 24 | 66c 67c 67a 67b | La storia del vecchio egoista 「オラ的な花さかじいさんだゾ」 - Ora teki na hana sa kaji isan da zo La vita non rispetta mai i nostri piani 「人生は計画どおりにいかないゾ」 - Jinsei ha keikaku dōri ni ika nai zo Vogliamo andare al mare! 「福引きで温泉に行きたいゾ」 - Fukubiki de onsen ni iki tai zo I sali di Tisentirinatu 「温泉にこだわる父ちゃんだゾ」 - Onsen ni kodawaru tōchan da zo | 16 aprile 1999    | 1º luglio 2009 2 luglio 2009 1º luglio 2009 |
| 312         | –               | 「母ちゃんと一緒に英会話を習うゾ」 - Kaachan to issho ni eikaiwa o narau zo 「ビデオはすべてを見ていたゾ」 - Bideo ha subete o mi teita zo 「クサヤの匂いはキョーレツだゾ」 - Kusaya no nioi ha kyōretsu da zo | 23 aprile 1999    | —                                           |
| 313         | –               | 「ひまわりはオラの子分だゾ」 - Himawari ha ora no kobun da zo 「組長先生のイチゴケーキだゾ」 - Kumichō sensei no ichigo keeki da zo 「うるさくて眠れない夜だゾ」 - Urusaku te nemure nai yoru da zo | 30 aprile 1999    | —                                           |
| 314         | –               | 「オラもお化粧できれいになるゾ」 - Ora mo o keshō de kirei ni naru zo 「オラは幸せを呼ぶ園児だゾ」 - Ora ha shiawase o yobu enji da zo 「お手伝いから逃げ出すゾ」 - O tetsudai kara nigedasu zo | 7 maggio 1999     | —                                           |
| 315         | –               | 「母ちゃんはひまわりのお手本だゾ」 - Kaachan ha Himawari no otehon da zo 「通園バスは眠くなるゾ」 - Tsūen basu ha nemuku naru zo 「オラは誰にも似てないゾ」 - Ora ha dare ni mo ni te nai zo | 14 maggio 1999    | —                                           |
| 316         | –               | 「オラの赤ちゃん時代のビデオだゾ」 - Ora no akachan jidai no bideo da zo 「風間くんといれかわるゾ」 - Kazama-kun to irekawaru zo 「アパート探しをするゾ」 - Apaato sagashi o suru zo | 21 maggio 1999    | —                                           |
| 317         | –               | 「母ちゃんのこだわり記念品だゾ」 - Kaachan no kodawari kinen hin da zo 「別れる運命のまつざか先生だゾ」 - Wakareru unmei no Matsuzaka sensei da zo 「テレビ売り場から離れられないゾ」 - Terebi uriba kara hanare rare nai zo | 28 maggio 1999    | —                                           |
| 318         | –               | 「じいちゃんは恋のライバルだゾ」 - Jiichan ha koi no raibaru da zo 「じいちゃんは早起きだゾ」 - Jiichan ha hayaoki da zo 「遠足の下見に行くゾ」 - Ensoku no shitami ni iku zo | 4 giugno 1999     | —                                           |
| 319         | –               | 「本を読むのは楽しいゾ」 - Hon o yomu no ha tanoshii zo 「風間くんのオシャレにつきあうゾ」 - Kazama-kun no oshare ni tsukiau zo 「スペースシャトルに乗るゾ」 - Supeesushatoru ni noru zo | 11 giugno 1999    | —                                           |
| 320         | –               | 「洗たく物がかわかないゾ」 - Sentaku butsu ga kawaka nai zo 「口紅はわざわいのもとだゾ」 - Kuchibeni ha waza wai no moto da zo 「シロがひまわりをかんだゾ」 - Shiro ga Himawari o kan da zo | 18 giugno 1999    | —                                           |
| 321         | –               | 「家族そろってのどじまんだゾ(1)」 - Kazoku sorotte nodo jiman da zo (1) 「家族そろってのどじまんだゾ(2)」 - Kazoku sorotte nodo jiman da zo (2) 「家族そろってのどじまんだゾ(3)」 - Kazoku sorotte nodo jiman da zo (3) | 25 giugno 1999    | —                                           |
| 322         | –               | 「枝豆で日本の夏を味わうゾ」 - Edamame de nippon no natsu o ajiwau zo 「オラはユカタもお似合いだゾ」 - Ora ha yukata mo oniai da zo 「手作りパスタを作るゾ」 - Tedukuri pasuta o tsukuru zo | 2 luglio 1999     | —                                           |
| 323         | –               | 「ひまわりと扇風機の戦いだゾ」 - Himawari to senpūki no tatakai da zo 「上尾先生は高いところがこわいゾ」 - Ageo sensei ha takai tokoro ga kowai zo 「野原一家は秘密がいっぱいだゾ」 - Nohara kazuya ha himitsu ga ippai da zo | 9 luglio 1999     | —                                           |
| 324         | –               | 「カスカベ防衛隊をやめちゃうゾ」 - Kasukabe bōei tai o yame chau zo 「防衛隊の陣とり争いだゾ」 - Bōei tai no jintori arasoi da zo 「スピーチで悩む父ちゃんだゾ」 - Supiichi de nayamu tōchan da zo | 16 luglio 1999    | —                                           |
| 325         | –               | 「母ちゃんが髪形を変えたゾ」 - Kaachan ga kamigata o kae ta zo 「だんだん変になる髪形だゾ」 - Dandan hen ni naru kamigata da zo 「物まね上手のマサオくんだゾ」 - Monomane jōzu no Masao-kun da zo | 23 luglio 1999    | —                                           |
| 326         | –               | 「真夏の草むしりだゾ」 - Manatsu no kusamushiri da zo 「ネネちゃんのままごとを改善するゾ」 - Nene-chan no mamagoto o kaizen suru zo 「ゆとりをもって生活するゾ」 - Yutori o motte seikatsu suru zo | 30 luglio 1999    | —                                           |
| 327         | –               | 「野原家の知り合い全員集合だゾ」 - Nohara ka no shiriai zenin shūgō da zo 「大家族はそうぞうしいゾ」 - Dai kazoku ha sōzōshii zo 「家族はやっぱりいいもんだゾ」 - Kazoku ha yappari ii mon da zo | 6 agosto 1999     | —                                           |
| 328         | –               | 「父ちゃんの怖い話だゾ」 「本当に怖い呪いの人形の話だゾ」 「なな子おねいさんとおばけ屋敷だゾ」 | 13 agosto 1999    | —                                           |
| 329         | –               | 「おつかいは疲れるゾ」 「写真を撮って10万円ゲットだゾ」 「まつざか先生プロポーズを待つゾ」 | 20 agosto 1999    | —                                           |
| 330         | –               | 「期限ギリギリ地域振興券を使うゾ」 「有名マンガ家のサイナンだゾ」 「まつざか先生愛のゴールは遠いゾ」 | 27 agosto 1999    | —                                           |
| 331         | –               | 「まつざか先生の恋の決着だゾ(1)」 「まつざか先生の恋の決着だゾ(2)」 「まつざか先生の恋の決着だゾ(3)」 | 3 settembre 1999  | —                                           |
| 332         | –               | 「母ちゃんと父ちゃんの過去だゾ(1)」 「母ちゃんと父ちゃんの過去だゾ(2)」 「母ちゃんと父ちゃんの過去だゾ(3)」 | 10 settembre 1999 | —                                           |
| 333         | –               | 「ひまわりと絶交だゾ」 「名犬シロの入隊訓練をするゾ」 「台風みさえは大荒れだゾ」 | 17 settembre 1999 | —                                           |
| 334         | –               | 「父ちゃんの休日はくつろがないゾ」 「ひまわりの一日幼稚園だゾ」 「鈴虫の音で風流するゾ」 | 24 settembre 1999 | —                                           |
| 335         | –               | 「カバさんクリップがブームだゾ」 「魔女っ子マリーちゃんに挑戦だゾ」 「おひるねの時間だゾ」 | 1º ottobre 1999   | —                                           |
| Speciale 25 | 68 78a 69       | Mary, la maga dai mille poteri 「ふしぎ魔女っ子マリーちゃん☆」 - Fushigi majo tsu ko mari chan (hosi) Arriva Mary, la maga dai mille poteri 「ふしぎ魔女っ子マリーちゃんだゾ」 - Fushigi majo tsu ko mari chanda zo Voglio la medaglia d'oro 「金メダルをもらうゾ」 - Kin medaru womorau zo I casi degli ispettori Nohara: La star minacciata 「野原刑事の事件簿 アイドル暗殺計画」 - Nohara keiji no jikenbo aidoru ansatsukeikaku I casi degli ispettori Nohara: Caccia ai criminali 「野原刑事の事件簿 暗殺団潜入捜査」 - Nohara keiji no jikenbo ansatsu dan sennyū sōsa | 8 ottobre 1999    | 2 luglio 2009 4 agosto 2009 3 luglio 2009   |
| 336         | –               | 「おもちゃのくるまで大暴れだゾ」 「父ちゃんは虫歯がいたいゾ」 「ロベルト君とおナベを作るゾ」 | 22 ottobre 1999   | —                                           |
| 337         | –               | 「扇風機をかたづけるゾ」 「女子大生の学園祭は楽しいゾ」 「父ちゃんと靴磨き屋さんだゾ」 | 29 ottobre 1999   | —                                           |
| 338         | –               | 「母ちゃんのバリウム体験だゾ」 「マリーちゃんの撮影を見学だゾ」 「オラ流本格ギョーザの作り方だゾ」 | 5 novembre 1999   | —                                           |
| 339         | –               | 「嵐を呼ぶ園児・酢乙女あい登場だゾ」 「恋のとりこのマサオくんだゾ」 「母ちゃんがモテモテだゾ」 | 12 novembre 1999  | —                                           |
| 340         | –               | 「恋に落ちた母ちゃんだゾ」 「あいちゃんのミリョクには逆らえないゾ」 「ひまわりが母ちゃんと決闘だゾ」 | 19 novembre 1999  | —                                           |
| 341         | –               | 「あいちゃんの人気はすさまじいゾ」 「あいちゃんとネネちゃんの対決だゾ」 「ひまわりはウチの箱入り娘だゾ」 | 26 novembre 1999  | —                                           |
| 342         | –               | 「あいちゃんはオラに夢中だゾ」 「風間くんと恋の決闘だゾ」 「ひまわりの大予言だゾ」 | 3 dicembre 1999   | —                                           |
| 343         | –               | 「父ちゃんと母ちゃんの秘密は美味しいゾ」 「男の必殺技をマスターするゾ」 「みさえの恋の終着駅だゾ」 | 10 dicembre 1999  | —                                           |